# Eugène Joseph Delporte
Eugène Joseph Delporte (Genappe, 10 gennaio 1882 – Uccle, 19 ottobre 1955) è stato un astronomo belga.
Nel corso della sua carriera Delporte ha individuato 66 asteroidi del sistema solare, fra cui Amor (il prototipo della classe degli asteroidi Amor) e Adone, il secondo asteroide Apollo ad essere scoperto. Delporte ha scoperto anche la cometa periodica 57P/du Toit-Neujmin-Delporte.
Delporte ha lavorato presso l'Osservatorio Reale del Belgio, nella cittadina di Uccle (in onore della quale ha voluto battezzare l'asteroide Ucclia).
Nel 1930 Delporte ha fissato i confini delle costellazioni moderne, seguendo linee di ascensione retta e declinazione valide per l'epoca B1875,0.
Il cratere Delporte , sulla superficie della Luna, è stato così battezzato in suo onore come pure l'asteroide 1274 Delportia.
Delporte ha prodotto il libro Délimitation Scientifique des Constellations, pubblicato nel 1930.

## Asteroidi scoperti
Delporte ha scoperto 66 asteroidi (lista completa):
| Asteroide        | Data della scoperta |
| ---------------- | ------------------- |
| 1052 Belgica     | 15 novembre 1925    |
| 1068 Nofretete   | 13 settembre 1926   |
| 1122 Neith       | 17 settembre 1928   |
| 1124 Stroobantia | 6 ottobre 1928      |
| 1128 Astrid      | 10 marzo 1929       |
| 1145 Robelmonte  | 3 febbraio 1929     |
| 1168 Brandia     | 25 agosto 1930      |
| 1170 Siva        | 29 settembre 1930   |
| 1176 Lucidor     | 15 novembre 1930    |
| 1199 Geldonia    | 14 settembre 1931   |
| 1217 Maximiliana | 13 marzo 1932       |
| 1221 Amor        | 12 marzo 1932       |
| 1222 Tina        | 11 giugno 1932      |
| 1239 Queteleta   | 4 febbraio 1932     |
| 1261 Legia       | 23 marzo 1933       |
| 1274 Delportia   | 28 novembre 1932    |
| 1276 Ucclia      | 24 gennaio 1933     |
| 1280 Baillauda   | 18 agosto 1933      |
| 1285 Julietta    | 21 agosto 1933      |
| 1288 Santa       | 26 agosto 1933      |
| 1290 Albertine   | 21 agosto 1933      |
| 1291 Phryne      | 15 settembre 1933   |

| Asteroide        | Data della scoperta |
| ---------------- | ------------------- |
| 1293 Sonja       | 26 settembre 1933   |
| 1294 Antwerpia   | 24 ottobre 1933     |
| 1329 Eliane      | 23 marzo 1933       |
| 1341 Edmée       | 27 gennaio 1935     |
| 1350 Rosselia    | 3 ottobre 1934      |
| 1361 Leuschneria | 30 agosto 1935      |
| 1363 Herberta    | 30 agosto 1935      |
| 1366 Piccolo     | 29 novembre 1932    |
| 1374 Isora       | 21 ottobre 1935     |
| 1375 Alfreda     | 22 ottobre 1935     |
| 1388 Aphrodite   | 24 settembre 1935   |
| 1401 Lavonne     | 22 ottobre 1935     |
| 1433 Geramtina   | 30 ottobre 1937     |
| 1476 Cox         | 10 settembre 1936   |
| 1486 Marilyn     | 23 agosto 1938      |
| 1491 Balduinus   | 23 febbraio 1938    |
| 1493 Sigrid      | 26 agosto 1938      |
| 1543 Bourgeois   | 21 settembre 1941   |
| 1560 Strattonia  | 3 dicembre 1942     |
| 1664 Felix       | 4 febbraio 1929     |
| 1672 Gezelle     | 29 gennaio 1935     |
| 1698 Christophe  | 10 febbraio 1934    |

| Asteroide        | Data della scoperta |
| ---------------- | ------------------- |
| 1707 Chantal     | 8 settembre 1932    |
| 1711 Sandrine    | 29 gennaio 1935     |
| 1722 Goffin      | 23 febbraio 1938    |
| 1724 Vladimir    | 28 febbraio 1932    |
| 1754 Cunningham  | 29 marzo 1935       |
| 1848 Delvaux     | 18 agosto 1933      |
| 1878 Hughes      | 18 agosto 1933      |
| 1926 Demiddelaer | 2 maggio 1935       |
| 2101 Adonis      | 12 febbraio 1936    |
| 2213 Meeus       | 24 settembre 1935   |
| 2276 Warck       | 18 agosto 1933      |
| 2331 Parvulesco  | 12 marzo 1936       |
| 2534 Houzeau     | 2 novembre 1931     |
| 2545 Verbiest    | 26 gennaio 1933     |
| 2713 Luxembourg  | 19 febbraio 1938    |
| 2819 Ensor       | 20 ottobre 1933     |
| 2913 Horta       | 12 ottobre 1931     |
| 3534 Sax         | 15 dicembre 1936    |
| 3567 Alvema      | 15 novembre 1930    |
| 3605 Davy        | 28 novembre 1932    |
| 6354 Vangelis    | 3 aprile 1934       |
| 7043 Godart      | 2 settembre 1934    |

## Opere
- Eugène Delporte: Délimitation scientifique des constellations, tables et cartes. IAU, University Press, Cambridge 1930.[2]